# Jacques Rutty
Jacques Rutty, né le 17 mars 1849 à Genève et mort le 22 décembre 1927 dans la même ville, est une personnalité politique genevoise, membre du Parti libéral.

## Biographie
Après avoir obtenu une licence en droit à l'université de Genève en 1974, Jacques Rutty obtient son brevet d'avocat en 1874 puis devient juge au tribunal civil de 1882 à 1914, puis à la cour de cassation en 1924.
En parallèle, Jacques Rutty a mené une carrière politique comme cofondateur du parti démocratique genevois (parti libéral). Il est élu comme député au Grand Conseil du canton de Genève en 1878 et préside ce conseil en 1890-1892. Il est également maire de la commune de Vandœuvres de 1890 à 1914, conseiller national de 1893 à 1896 puis de 1902 à 1911, conseiller aux États de 1914 à 1922, puis enfin membre du Conseil d'État du canton de Genève  de 1915 à 1924, responsable du département de Justice et police.